# Home transgènere
Un home transgènere, o home trans, és un home que va ser assignat dona en nàixer. El terme home transgènere no es correspon necessàriament amb el d'home transsexual, encara que sovint aquests adjectius s'utilitzen com si fossin sinònims. Els homes trans tenen una identitat de gènere masculina i alguns homes trans realitzen un procés de transició mèdica i/o social per canviar el seu aspecte físic per poder adaptar-se a la societat i disminuir la seua disfòria de gènere. Sovint els homes o dones trans que inicien una transició mèdica són denominats transsexuals.